# Tillandsia 'Feather Duster'
Tillandsia 'Feather Duster' es un cultivar híbrido del género Tillandsia perteneciente a la familia Bromeliaceae.
Es un híbrido creado en el año 1981 con las especies Tillandsia stricta × Tillandsia gardneri.